# 반신론
반신론(反神論, antitheism) 또는 반유신론(反有神論)은 유신론에 적극적으로 반대하는 사상이다. 즉, 신이 존재한다는 사상에 대해 적극적으로 반대하는 주장이다.

## 어원
반신론의 영어 낱말 antitheism은 Anti-와 theism의 합성어이다.

## 무신론과의 차이
반신론은 무신론에 포함된다고 여겨지기도 한다. 그러나 무신론이 “신이 없다고 여기는 것”인에 비해, 반신론은 “신이 존재해서는 안 된다고 주장하는 것”이다. 여러 종교에서 말하는 신의 모습을 지적하며 신이 있어서는 안된다고 주장하며, 신이 있어서 발생하는 필연적인 모순점을 지적하기도 한다. 악신론과도 일맥상통하는 면이 있다.

## 같이 보기
- 반종교주의
- 유물론
- 자연주의 (철학)
- 신무신론
- 세속적 인본주의
- 과학주의
- 국가 무신론